# Johann Böhm (Historiker)
Johann Böhm (* 25. September 1929 in Botsch (Batoș), Nordsiebenbürgen, Rumänien) ist ein deutscher Historiker.

## Leben
Böhm absolvierte 1952 die Lehrerbildungsanstalt Schäßburg in Siebenbürgen (Rumänien). Von 1960 bis 1965 studierte er an der Babeș-Bolyai-Universität Cluj Deutsch und Geschichte. Nach seiner Umsiedlung nach Deutschland studierte er von 1971 bis 1975 an der Universität Bochum Politikwissenschaft, Geschichte und Pädagogik. Den Titel eines Dr. phil. erhielt er 1984 an der Universität zu Köln.
Die Kriegs- und Nachkriegswirren in seiner Heimat veranlassten ihn, sich intensiv mit der Geschichte des 20. Jahrhunderts auseinanderzusetzen. In seinen historischen Werken ging Böhm der Frage nach, inwiefern das Schicksal der deutschen Minderheit in Rumänien von den Entwicklungen im binnendeutschen Sprachraum beeinflusst war und inwiefern die Nachkriegssituation dieser Minderheit ein Ergebnis der Prozesse innerhalb Deutschlands war. Seine Werke trugen zu einer differenzierten Betrachtung der südosteuropäischen Geschichte bei.
Als eine besondere verlegerische Leistung gilt die Veröffentlichung des Tagebuchs des von den Nationalsozialisten verfemten evangelischen Bischofs der evangelischen Kirche aus Siebenbürgen (AB) Viktor Glondys, das er 1997 zusammen mit Dieter Braeg unter dem Titel Tagebuch. Aufzeichnungen von 1933 bis 1949 herausgegeben hat.
1988 gründete Böhm zusammen mit mehreren Akademikern den „Arbeitskreis für Geschichte und Kultur in Ostmittel- und Südosteuropa e. V.“. Ziel des Arbeitskreises war es, die lückenhafte Aufarbeitung der Geschichte Südosteuropas zu fördern und durch wissenschaftlich fundierte Arbeiten bekannt zu machen. Etwa 100 Akademiker, Schriftsteller und Publizisten unterstützten dieses Vorhaben durch zahlreiche Beiträge, die in der Zeitschrift des Arbeitskreises, der Halbjahresschrift für südosteuropäische Geschichte, Literatur und Politik publiziert wurden.

## Ehrungen
- Hauptpreis der Kulturstiftung „Gemeinschaft aller Donauschwaben“ (1994)
- Hauptpreis der Nikolaus Lenau Kulturstiftung (1998)
- Verdienstmedaille des Verdienstordens der Bundesrepublik Deutschland (2006)

## Werke
- Das Nationalsozialistische Deutschland und die Deutsche Volksgruppe in Rumänien 1936–1944. Frankfurt am Main 1985.
- Die Deutschen in Rumänien und die Weimarer Republik. 1919–1933. Ippesheim 1993.
- Johann Böhm; Dieter Braeg:  D. Dr. Viktor Glondys: Tagebuch. Aufzeichnungen von 1933 bis 1949. Bearbeitet Johann Böhm. AGK-Verlag, Dinklage 1997, ISBN 3-928389-12-2.
- Die Deutschen in Rumänien und das Dritte Reich. 1933–1940. Frankfurt am Main 1999.
- Die Gleichschaltung der Deutschen Volksgruppe in Rumänien und das Dritte Reich. 1941–1944. Frankfurt am Main 2003.